# جام ولیعهد سعودی
جام ولیعهد سعودی یک تورنمنت حذفی فوتبال کشور عربستان سعودی است.